# Carlskronas tidningar
Carlskronas Tidningar var en del av utgivningen av Carlskrona Weckoblad, ett bihang till tidningen som under en lång period ersatte själva tidningen.
Under titeln Carlscronas Tidningar började den troligen utkomma 1759; det senare bladet av vart nummer kallas (1761) »Bihang til Carlscrona Tidning» 
Tidningen kom ut en gång i veckan på lördagar under åren 1754 till 1764. Enligt nya Lundstedt var utgivningsperioden 1754 till 1764 då titeln återgår till Carlskrona Weckoblad. Tidningen trycktes på samma tryckeri i Karlskrona som Weckobladet med typsnittet frakturstil.